# گرینزبرگ (مریلند)
گرینزبرگ (به انگلیسی: Greensburg) شهری در ایالت مریلند کشور ایالات متحده آمریکا است که جمعیت آن در سرشماری سال ۲۰۱۰ میلادی، ۲۲۹ نفر بوده‌است.